# Лаперер
Лапере́р (фр. Lapeyrère, окс. La Peirèra) — коммуна во Франции, находится в регионе Юг — Пиренеи. Департамент — Верхняя Гаронна. Входит в состав кантона Монтескьё-Вольвестр. Округ коммуны — Мюре.
Код INSEE коммуны — 31272.

## География
Коммуна расположена приблизительно в 640 км к югу от Парижа, в 50 км к югу от Тулузы.

## Климат
Климат умеренно-океанический. Зима мягкая и снежная, весна характеризуется сильными дождями и грозами, лето сухое и жаркое, осень солнечная. Преобладают сильные юго-восточные и северо-западные ветры.

## Население
Население коммуны на 2010 год составляло 72 человека.
| 1962 | 1968 | 1975 | 1982 | 1990 | 1999 | 2010 |
| ---- | ---- | ---- | ---- | ---- | ---- | ---- |
| 74   | 68   | 44   | 40   | 47   | 61   | 72   |

## Администрация
| Период | Период | Фамилия    | Партия | Примечания |
| ------ | ------ | ---------- | ------ | ---------- |
| 2001   | 2008   | Роже Ирьяр |        |            |
| 2008   | 2020   | Клод Валет |        |            |

## Экономика
В 2010 году среди 44 человек трудоспособного возраста (15—64 лет) 32 были экономически активными, 12 — неактивными (показатель активности — 72,7 %, в 1999 году было 66,0 %). Из 32 активных жителей работали 26 человек (12 мужчин и 14 женщин), безработных было 6 (3 мужчин и 3 женщины). Среди 12 неактивных 4 человека были учениками или студентами, 4 — пенсионерами, 4 были неактивными по другим причинам.

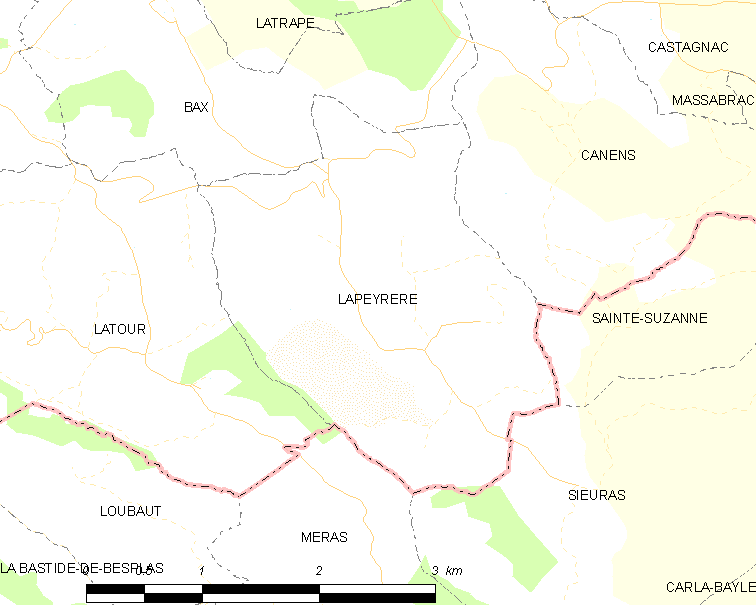
Карта коммуны